# 匡斌
匡斌（1913年—1971年），中国人民解放军将领、中国人民解放军开国少将。
曾任中国人民解放军67军军副军长。1955年，授予中国人民解放军少将。